# John Young (SOE)
Pour les articles homonymes, voir John Young et Young.
John Young (1907-1944)  fut, pendant la Seconde Guerre mondiale, un agent du service secret britannique Special Operations Executive.

## Identités
- Naissance : John Cuthbert Young
- SOE
  - Nom de guerre (field name) : « Gabriel »
  - Code opérationnel SOE : JUDGE
  - Nom de guerre SOE : « Gabriel »
  - Nom de code du Plan, pour la centrale radio : JUDGE
  - Faux papiers : Charles Camus

Situation militaire : SOE, section F, General List ; grade : lieutenant ; matricule : 241152.

## Éléments biographiques
John Cuthbert Young naît le 25 septembre 1907, à Newcastle upon Tyne.
Il réside à Barnsley, Yorkshire.
Mission
Définition de la mission : opérateur radio du réseau ACROBAT de John Starr « Bob ». Son nom de guerre est « Gabriel ». Ce réseau doit préparer le jour J, en aménageant des terrains d’atterrissage et des caches d’armes.
Le 19 mai 1943, il est parachuté près de Lons-le-Saunier, en compagnie de John Starr, avec également quinze containers d’armes. Ils se rendent dans une maison sûre, rue Blatin, à Clermont-Ferrand et remettent au captain G.D. Jones « Isidore » de l’argent et des codes.
John Starr commence à organiser des groupes de résistance dans le Jura. Il établit son quartier général dans un château près de Saint-Amour, et y maintient John Young à cause de son fort accent anglais (de Newcastle).
Le 7 juin 1943, John Young établit le contact radio avec Londres.
Dans la nuit du 16 au 17 juin 1943, arrive Diana Rowden « Paulette », courrier du réseau.
Le 16 juillet, John Starr est arrêté. Diana Rowden et John Young quittent Saint-Amour et trouvent refuge chez les Janier-Dubry, une famille de résistants français, à Clairvaux-les-Lacs, près de Lons-le-Saunier.
En novembre, Diana Rowden et John Young apprennent par la radio du 64 Baker Street à Londres (siège du SOE) l’arrivée prochaine d’un nouvel agent affecté à ACROBAT, dont le nom de guerre est « Benoît ». Le 18, le nouvel agent se présente, mais en réalité c’est un faux « Benoît » : entre-temps, le vrai « Benoît » (nommé André Maugenet) a été arrêté par les Allemands et leur a révélé le but de sa mission, ce qui leur a permis de faire la substitution. Ainsi repérés, Diana Rowden, John Young et la famille Janier-Dubry sont arrêtés le soir même et emmenés à Lons-le-Saunier. Le 19, Diana Rowden et John Young sont transférés au 84 Avenue Foch, Paris, le quartier général du Sicherheitsdienst (SD), où ils sont tenus prisonniers dans des cellules individuelles et interrogés pendant deux semaines. John Young est déporté en Allemagne.
Il est exécuté en captivité à Mauthausen, le 6 septembre 1944. Il a 36 ans.

## Reconnaissance

### Distinctions
- Royaume-Uni : membre de l’Ordre de l’Empire britannique, military Division.
- France : Croix de guerre 1939-1945 avec palme.

### Monuments
- En tant que l'un des 104 agents du SOE section F morts pour la France, John Young est honoré au mémorial de Valençay (Indre).
- Brookwood Memorial, Surrey, panneau 22, colonne 1.